# Панов, Пётр Яковлевич
Пётр Яковлевич Панов (6 сентября 1912 — 16 апреля 2002) — участник Великой Отечественной войны, Герой Советского Союза (07.08.1943)
В годы Великой Отечественной войны — командир орудия 3-й батареи 729-го отдельного истребительно-противотанкового артиллерийского дивизиона 16-го танкового корпуса 2-й танковой армии Центрального фронта, сержант.

## Биография
Родился в крестьянской семье. Русский. Образование 3 класса. Трудовую деятельность начал на рыбных и охотничьих промыслах. В 1935 году занял I место в соревновании охотников по добыче пушнины. В 1936–1942 годах работал в конторе связи в с. Нахрачи.
В Красной Армии с мая 1942 года. Окончил курсы младших командиров. В действующей армии с мая 1943 года. Сержант, командир орудия 3-й батареи, 729-го отдельного истребительно-противотанкового артиллерийского дивизиона, 16-го танкового корпуса, 2-й танковой армии, Центрального фронта.
В бою под селом Ольховатка, на орловско-курском направлении, 6 июля 1943 года за несколько часов уничтожил и подбил 11 вражеских танков, уничтожил более 2-х батальонов пехоты, отразив все атаки противника. При этом командир сохранил весь личный состав и орудие. За участие в боях на Курской дуге 7 августа 1943 года был удостоен звания Героя Советского Союза.
Был направлен в сентябре 1943 г. в 1-е Ростовское артиллерийское училище ПТО ( окончил в мае 1944 года). Затем поступил в Оренбургское лётное училище (окончил в 1945 году).
После окончания войны работал в Тюмени в 21-м Обском авиационном отряде командиром воздушного судна, затем в 1947–1958 годах — командиром Салехардского авиационного звена. Более полутора десятка лет осваивал Тюменский Север, работал на Ямале. С 1958 года стал инспектором по безопасности полётов в Тюменском объединённом авиаотряде аэропорта «Рощино».
Умер 16 апреля 2002 года. Похоронен в Тюмени.

## Награды
- Медаль «Золотая Звезда» Героя Советского Союза (№ 1089);
- орден Ленина (7.08.1943);
- орден Отечественной войны 1-й степени (6.04.1985);
- медали.
- Знак «Отличник Аэрофлота».

## Память
- Воздушное судно Ту-154М с регистрационным номером RA-85808 авиакомпании UTAir носит имя «Пётр Панов»[2],позже это же имя получил самолёт Boeing 737-400 (регистрационный номер VQ-BIC) той же авиакомпании[3].
- Бюст Героя установлен в городе Ханты-Мансийске на «Аллее славы», в парке Победы[4].
- Мемориальная доска Героя установлена в городе Тюмени, на фасаде дома, где жил Пётр Яковлевич Панов.